# Place Aristote
La place Aristote (grec moderne : Πλατεία Αριστοτέλους, plaˈtia aristoˈtelus) est la principale place de la ville de Thessalonique, en Grèce. Située sur l'avenue Nikís (en) (sur le front de mer de la ville), dans le centre de la cité, elle a été conçue par l'architecte français Ernest Hébrard en 1918, mais la majeure partie de la place a été construite dans les années 1950. De nombreux bâtiments entourant la place centrale ont depuis été rénovés et ses parties nord ont été largement restaurées dans les années 2000 .
Les douze bâtiments qui composent la place Aristote sont classés bâtiments de la République hellénique depuis 1950.

## Histoire
L'histoire de la place Aristote commence avec le Grand incendie de 1917 qui a détruit les deux tiers de la ville de Thessalonique.

### Avant l'incendie

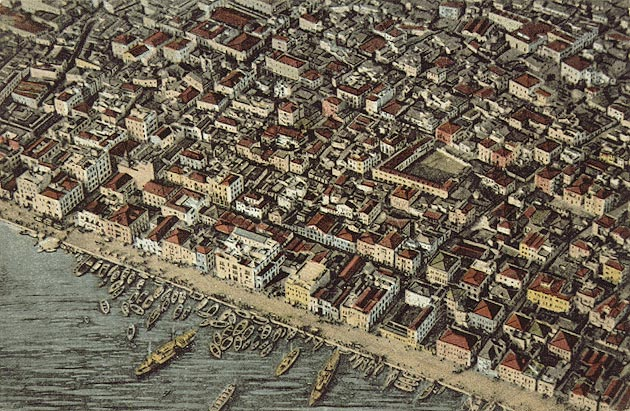
Thessalonique à la fin du.

Avant le grand incendie de 1917, la ville était dépourvue d'une grande partie de ce qui était considéré comme essentiel en Europe. Jusqu'en 1912, Thessalonique avait fait partie de l'Empire ottoman pendant près de 500 ans. Sous la domination ottomane, la ville s'est développée sans être guidée par un plan général d'expansion et avait des rues étroites. L'absence de places dans la Thessalonique d'avant 1917 a été abordée par Ernest Hébrard, qui a proposé un certain nombre de grandes places dans la ville, dont la place Megalou Alexandrou (« place Alexandre le Grand »), aujourd'hui place Aristote.

### Plans d'Ernest Hébrard

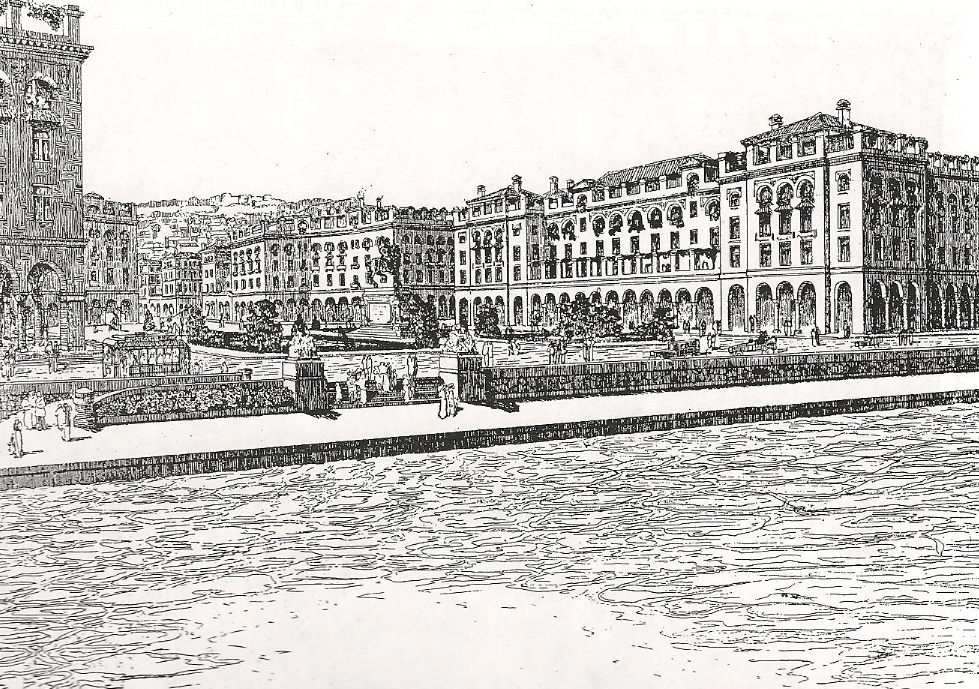
Vue au niveau de la mer de la place Alexandre le Grand, telle que conçue par Hébrard en 1918.

Ernest Hébrard a imaginé un axe monumental pour Thessalonique qui s'étendait de l'actuelle place Aristote sur le front de mer à la place Dikastirion et au forum romain (en),. L'axe commençait à la place Aristote, qui devait porter le nom d'Alexandre le Grand. Tout au long de son plan pour Thessalonique, Hébrard a mis en œuvre un élément qui manquait à l'architecture de la ville avant 1917 : des façades imposantes. Pour l'axe monumental, l'architecte a utilisé des éléments de l'architecture byzantine et occidentale plutôt que de l'architecture ottomane, pour souligner le lien de la ville avec l'Empire byzantin,. Ce style est le plus évident sur la place Aristote, avec quelques façades de bâtiments mettant en œuvre certaines des idées originales d'Hébrard. En outre, une statue d'Alexandre le Grand devait être placée au centre de la place.

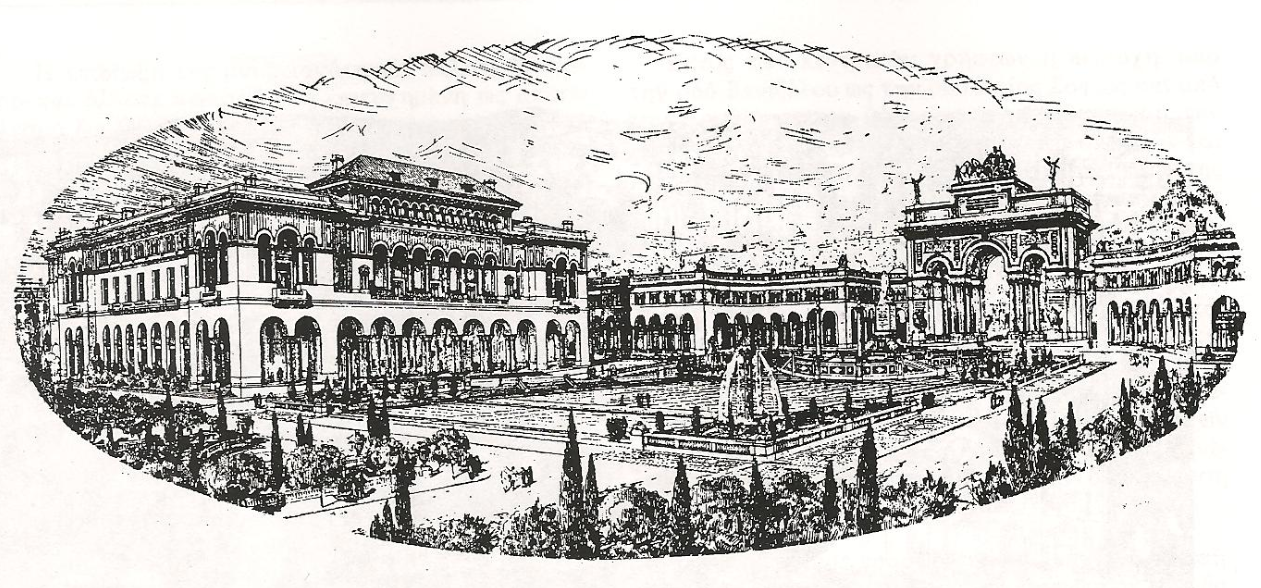
Proposition supplémentaire d'Hébrard pour une Place Civique.

Hébrard a conçu l'axe monumental de telle sorte qu'en regardant vers le haut de la place, on pouvait voir les murs byzantins et la ville haute de la ville,,. Également visible de la place serait ce qu'Hébrard a appelé la Place Civique, qui serait le cœur administratif de la ville selon les lignes européennes, : elle comporterait l'hôtel de ville sur la gauche, les palais de justice sur la droite et un grand arc de triomphe menant en haut de la Place Civique. Cette partie de la conception n'a jamais été réalisée en raison d'un manque de fonds, bien que des fouilles archéologiques aient mis au jour l'ancienne agora romaine à l'endroit même où la place civique était prévue.
Depuis les premières conceptions d'Hébrard en 1918, ses dessins pour la place Aristote ont été considérablement simplifiés,. Au lieu des conceptions élaborées originales, les façades qui ont été construites dans les années 1950 étaient beaucoup plus modestes, en raison de la situation financière du pays à l'époque et de la décision du gouvernement Venizélos en 1918 de financer le projet par des sources privées et non par le gouvernement.

### Aujourd'hui
Aujourd'hui, la place Aristote est l'un des endroits les plus célèbres de toute la Grèce et presque synonyme de la ville de Thessalonique elle-même. La place joue un rôle important dans la vie sociopolitique non seulement de la ville, mais aussi du pays plus large. De nombreux grands rassemblements et discours politiques ont été organisés sur la place Aristote, comme le rassemblement pour la Macédoine en 1992. En outre, la place est utilisée pour de nombreux événements culturels, tels que des festivals et les célébrations annuelles de Noël et du carnaval,. C'est une attraction touristique importante pour la ville, et les nombreux cafés et bars qui bordent la place la rendent populaire auprès des jeunes générations.
Les deux côtés en quart de cercle de la place sont occupés par des bâtiments importants. À gauche, l'hôtel Electra Palace, qui est l'un des meilleurs hôtels cinq étoiles de Thessalonique, et à droite, l'une des salles de cinéma les plus célèbres de la ville, le cinéma Olympion Theatre, où se déroule chaque année le Festival international du film de Thessalonique. Il abrite également un bar très populaire du même nom.

### Futur réaménagement
Aucun réaménagement n'est actuellement envisagé, mais de nombreuses propositions ont été soumises au cours des vingt dernières années. Lorsque Thessalonique est devenue la capitale européenne de la culture en 1997, le conseil municipal a mis en place un comité d'organisation pour le réaménagement du front de mer de la ville, y compris le réaménagement de la place Aristote. Parmi les nombreux projets présentés au comité, certains étaient très radicaux et d'autres moins. Dans presque toutes les propositions, il était prévu une marina ou une extension similaire de la place sur le front de mer, ainsi qu'une roue semblable au London Eye de Londres. Jusqu'à présent, aucun projet de réaménagement n'a été officialisé. L'ancien maire de Thessalonique, Yiánnis Boutáris, avait mentionné dans sa campagne électorale que Thessalonique ferait l'objet d'un réaménagement majeur pour la faire entrer dans le 21e siècle, mais aucun projet d'envergure n'a été réalisé.

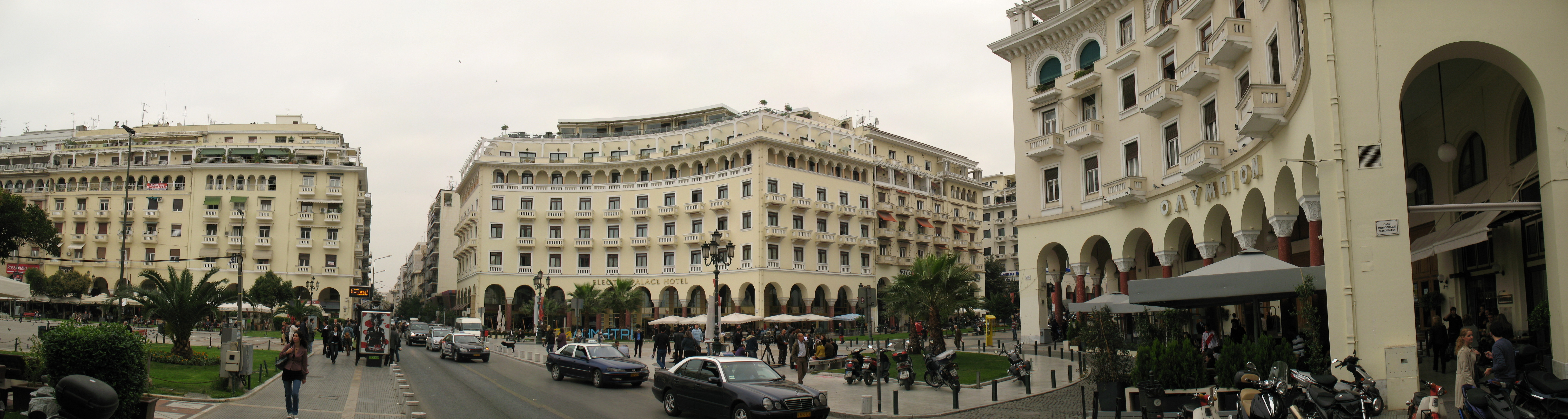
Vue panoramique de la place Aristote.

### Noël et Nouvel An
En raison de son emplacement au cœur de la ville, la place est utilisée pour presque toutes les grandes célébrations, notamment celle de l'allumage de l'arbre de Noël[pas clair] officiel de Thessalonique et du compte à rebours du Nouvel An. Chaque année, la municipalité organise la Célébration des anges (Grec : Γιορτή των Αγγέλων), qui est la cérémonie officielle d'allumage de l'arbre de Noël et qui est accompagnée d'autres activités festives, notamment des bands, des chorales, des chanteurs populaires grecs et des feux d'artifice,,. Des célébrations similaires sont organisées chaque année la veille du Nouvel An et le jour de l'An.
Suivant les traditions grecques, outre un arbre de Noël, la municipalité de Thessalonique décore également un bateau de Noël géant, qui est une variante grecque de la coutume de décorer un arbre de Noël. Le sapin et le bateau de Noël font tous deux plus de 20 mètres de haut et sont considérés comme une attraction touristique pour les visiteurs de la ville au moment où ils sont dressés.

### Activité politique
Depuis sa création, la place a été utilisée pour un certain nombre de rassemblements importants du parti,. De nombreux anciens Premiers ministres de Grèce ont prononcé leur discours principal depuis la place Aristote, notamment Andréas Papandréou, Kóstas Karamanlís et George Papandreou.
En dehors des actions partisanes, il y a également eu de nombreuses manifestations sur la place qui n'étaient soutenues par aucun parti en particulier. Sous la poussée nationaliste contre la République de Macédoine au début des années 1990 à propos de la dispute sur le nom de la Macédoine, une énorme manifestation a été organisée sur la place en février 1992 « pour montrer le soutien à la grécité de la Macédoine ». Pendant le bombardement de la Yougoslavie par l'OTAN, une grande manifestation a également eu lieu sur la place qui réaffirmait la désapprobation du peuple grec à l'égard des bombardements de l'OTAN et pour montrer son soutien au serbe. De nombreuses autres manifestations ont eu lieu sur la place ces dernières années sur des sujets variés allant des affaires religieuses aux réformes de l'éducation en passant par la crise économique,.

## Transport
Lorsque les premiers bâtiments de la place ont été construits à la fin des années 1950, la place était desservie par le vaste réseau de tramways de Thessalonique, mais le service a été interrompu en 1957. Depuis, les bus de l'Organisation des Transports Urbains de Thessalonique (OASTH) sont le seul moyen de transport public vers et depuis la place Aristote (OASTH). La forme en fer à cheval de la ville et l'emplacement de la place dans le centre ville la rendent facilement accessible par l'OASTH, avec de nombreuses lignes passant soit par Aristote, soit par la place Venizelou. En outre, il y a des stations de taxis sur la rue Mitropoleos (une rue qui « coupe » la place en deux), en face du théâtre Olympion.